# 虛空 (佛教)
虛空（羅馬化：ākāśa），佛學術語，在梵语語境中原本被用以指稱天空，後來成為自然哲學理論原子論中的關鍵概念，其指純粹的空間，在其中能夠容納各種色陰。
梵语中的迦迦那，也被译作虚空，又可被译作哦哦曩、誐誐那等等。

## 概論
佛敎認為虛空的特性是沒有阻礙性，也不是色法, 而且能夠容納色陰在其中。《品類足論》將其列為無為法。
四大種再加空界、識界，被合稱為六界。説一切有部認為，空界不是虛空，其他教派有關於五大種的學説，即四大種加上虛空，部派佛教認為虛空不是大種，虛空與四大種不同之處在於沒有「種」的含義：   無增無減、無損無益、無興無衰，非先業異熟而生。
虛空是否實有法 這個問題在部派佛教教內一直是辯論的話題之一。
佛敎的一些信奉者認為如果虛空是指能夠容納所有物質的事物，那麼它就是一個容器，而容器是一種物體，但如果任何物體都必定被空間容納 這個説法是正確的，那麼既然虛空本身也是物體，就必須被更大的空間容納才得以留存在此，這樣虛空便需要依賴外緣來維持現狀，故此, 虛空不是無為法，而是有為法, 但如果承認虛空是有為法，便會陷入無限倒退的邏輯困境中，因此他們認為關於虛空的傳統觀點是有錯處的。

## 其他宗教的觀點

### 羅教
羅教的開創者羅清把虛空等同於空，他在其作品《苦功悟道卷》中宣稱虛空是比無生老母更為真實的空性，能生天地萬物，是常存自在的本原、眾生不變的自性和他們終極的歸宿等等。然而，早在羅教興起 數百年前的公元八世紀，印傳佛教除饉商地嘚瓦論師在其著作《入菩薩行論》中就已經批駁了空間能夠產生諸法 這個説法，他聲稱原因是空間缺乏運動，此外, 在大乘佛教教義中，空與虛空是不同的概念。一些佛敎徒對羅清所提出的這個説法提出了批駁意見。

## 作為数量单位
虛空是中文数字中的數量單位，相當於10-20，出自清代的《御製數理精蘊》，化用自佛教术语，日常生活中幾乎未用到。中文数字中對應1020的單位是垓，因此虛空也可以表示為垓分之一。

## 科學家的看法
有量子力學家認為空間其實不是某種以神奇的方式容納所有物質的場所，而是一種由量子所構成的場，這與很多古典物理學家對於空間的看法十分不同。